# John Benbow
John Benbow (10. března 1653 – 4. listopadu 1702) byl legendární anglický admirál bojující ve válkách Velké aliance a válkách o dědictví španělské.

## Život
Nejvíce jej proslavila jeho poslední bitva: 19. srpna 1702 napadla eskadra 7 britských lodí admirála Benbowa poblíž jihoamerického města Santa Marty čtyři francouzské lodě. To, co následovalo, představuje jeden z nejslavnějších a zároveň nejostudnějších okamžiků Royal Navy. Několik anglických kapitánů totiž odmítlo podpořit svoji vlajkovou loď při pronásledování a boji s nepřítelem. Ačkoliv tehdy byla Benbowova eskadra znatelně silnější než francouzská, admirál Benbow musel bojovat proti přesile. Jeho kapitáni ho nepodpořili ani poté, co získal v boji znatelnou převahu a dvě z francouzských lodí silně poškodil. Jejich jednání tak umožnilo Francouzům uprchnout z boje.
Benbow, který byl v bitvě těžce raněn (přišel o nohu), zemřel po návratu na Jamajku, neboť se mu do rány dostala sněť. Těsně před smrtí si mohl přečíst list od svého protivníka, admirála Jeana du Casse, který mu vyjadřoval svůj obdiv a o kapitánech, kteří pod záminkami slabého větru odmítali podpořit svého admirála, napsal, že by měli být oběšeni, neboť si to zaslouží.
Dva z Benbowových kapitánů byli posléze pro zbabělost před tváří nepřítele skutečně odsouzeni k smrti a popraveni zastřelením.

## Pocty
- Benbow se stal legendou anglického námořnictva, jeho postava vstoupila i do mnoha anglických kramářských a lidových písní a odtud i do repertoáru české folkové skupiny Asonance, kterou tyto písně inspirovaly
- po admirálu Benbowovi byla pojmenována bitevní loď HMS Benbow
- jméno admirála Benbowa nese i hostinec v proslulém románu Roberta Louise Stevensona Ostrov pokladů